# Élections législatives de 2012 en Martinique
Les élections législatives françaises de 2012 se déroulent les 9 et 16 juin, en avance de vingt-heures sur la métropole en raison du décalage horaire. Dans le département de la Martinique, quatre députés sont à élire dans le cadre de quatre circonscriptions, soit le même nombre d'élus malgré le redécoupage électoral.

## Élus
| Circonscription | Député sortant        | Parti | Parti | Groupe   | Député élu ou réélu | Parti | Parti | Groupe   |
| --------------- | --------------------- | ----- | ----- | -------- | ------------------- | ----- | ----- | -------- |
| 1re             | Louis-Joseph Manscour |       | FSM   | SRC      | Alfred Marie-Jeanne |       | MIM   | GDR      |
| 2e              | Alfred Almont         |       | UMP   | UMP      | Bruno Nestor Azerot |       | RDM   | GDR      |
| 3e              | Serge Letchimy        |       | PPM   | app. SRC | Serge Letchimy      |       | PPM   | app. SRC |
| 4e              | Alfred Marie-Jeanne   |       | MIM   | GDR      | Jean-Philippe Nilor |       | MIM   | GDR      |

## Résultats

### Résultats à l'échelle du département
| Parti          | Parti                                                                  | Premier tour | Premier tour | Second tour | Second tour | Sièges |
| Parti          | Parti                                                                  | Voix         | %            | Voix        | %           | Sièges |
| -------------- | ---------------------------------------------------------------------- | ------------ | ------------ | ----------- | ----------- | ------ |
|                | Parti progressiste martiniquais                                        | 20 572       | 21,90        | 37 588      | 34,14       | 1      |
|                | Fédération socialiste de la Martinique                                 | 9 906        | 10,55        | 13 824      | 12,56       | 0      |
|                | Rassemblement démocratique pour la Martinique                          | 8 237        | 8,77         | 16 812      | 15,27       | 1      |
|                | Bâtir le pays Martinique                                               | 4 182        | 4,45         |             |             | 0      |
|                | Divers gauche                                                          | 3 786        | 4,03         | 0           |             |        |
|                | Europe Écologie Les Verts                                              | 263          | 0,28         | 0           |             |        |
|                | Majorité présidentielle                                                | 46 946       | 49,98        | 68 224      | 61,97       | 2      |
|                |                                                                        |              |              |             |             |        |
|                | Union pour un mouvement populaire                                      | 9 176        | 9,77         |             |             | 0      |
|                | Divers droite                                                          | 8 113        | 8,64         | 0           |             |        |
|                | Droite parlementaire                                                   | 17 289       | 18,41        |             |             | 0      |
|                |                                                                        |              |              |             |             |        |
|                | Mouvement indépendantiste martiniquais                                 | 16 854       | 17,94        | 35 442      | 32,19       | 2      |
|                | Parti pour la libération de la Martinique                              | 3 580        | 3,81         | 6 434       | 5,84        | 0      |
|                | Régionaliste                                                           | 3 458        | 3,68         |             |             | 0      |
|                | Mouvement des démocrates et écologistes pour une Martinique souveraine | 2 871        | 3,06         | 0           |             |        |
|                | Combat ouvrier                                                         | 1 365        | 1,45         | 0           |             |        |
|                | Front national                                                         | 912          | 0,97         | 0           |             |        |
|                | Mouvement démocrate                                                    | 615          | 0,65         | 0           |             |        |
|                | Divers                                                                 | 44           | 0,05         | 0           |             |        |
|                |                                                                        |              |              |             |             |        |
| Inscrits       | Inscrits                                                               | 302 913      | 100,00       | 303 196     | 100,00      | 4      |
| Abstentions    | Abstentions                                                            | 202 667      | 66,91        | 185 032     | 61,03       |        |
| Votants        | Votants                                                                | 100 246      | 33,09        | 118 164     | 38,97       |        |
| Blancs et nuls | Blancs et nuls                                                         | 6 312        | 6,3          | 8 064       | 6,82        |        |
| Exprimés       | Exprimés                                                               | 93 934       | 93,7         | 110 100     | 93,18       |        |

### Résultats par circonscription

#### Première circonscription (La Trinité)
| Candidat       | Candidat                          | Parti              | Premier tour | Premier tour | Second tour | Second tour |  |
| Candidat       | Candidat                          | Parti              | Voix         | %            | Voix        | %           |  |
| -------------- | --------------------------------- | ------------------ | ------------ | ------------ | ----------- | ----------- |  |
|                | Alfred Marie-Jeanne sortant réélu | MIM                | 6 496        | 28,46        | 15 238      | 52,43       |  |
|                | Louis-Joseph Manscour sortant     | FSM                | 6 205        | 27,19        | 13 824      | 47,57       |  |
|                | Philippe Edmond-Mariette          | BPM                | 4 182        | 18,32        |             |             |  |
|                | Chantal Maignan                   | Régionaliste (PRM) | 2 730        | 11,96        |             |             |  |
|                | Naëma Tilhac                      | UMP                | 1 406        | 6,16         |             |             |  |
|                | Christian Verneuil                | RDM                | 799          | 3,5          |             |             |  |
|                | Marie-Hélène Marthe               | CO                 | 374          | 1,64         |             |             |  |
|                | Catherine Griset                  | FN                 | 265          | 1,16         |             |             |  |
|                | Philippe Couta                    | LGM                | 188          | 0,82         |             |             |  |
|                | Jacqueline Jougon                 | MoDem              | 180          | 0,79         |             |             |  |
|                |                                   |                    |              |              |             |             |  |
| Inscrits       | Inscrits                          | Inscrits           | 76 396       | 100,00       | 76 388      | 100,00      |  |
| Abstentions    | Abstentions                       | Abstentions        | 52 010       | 68,08        | 45 337      | 59,35       |  |
| Votants        | Votants                           | Votants            | 24 386       | 31,92        | 31 051      | 40,65       |  |
| Blancs et nuls | Blancs et nuls                    | Blancs et nuls     | 1 561        | 6,4          | 1 989       | 6,41        |  |
| Exprimés       | Exprimés                          | Exprimés           | 22 825       | 93,6         | 29 062      | 93,59       |  |

#### Deuxième circonscription (Saint-Pierre)
| Candidat       | Candidat                | Parti                       | Premier tour | Premier tour | Second tour | Second tour |  |
| Candidat       | Candidat                | Parti                       | Voix         | %            | Voix        | %           |  |
| -------------- | ----------------------- | --------------------------- | ------------ | ------------ | ----------- | ----------- |  |
|                | Bruno Nestor Azerot élu | RDM                         | 5 742        | 21,60        | 16 812      | 55,47       |  |
|                | Luc-Louison Clémenté    | PPM                         | 5 558        | 20,91        | 13 496      | 44,53       |  |
|                | Yan Monplaisir          | UMP                         | 5 387        | 20,27        |             |             |  |
|                | Jenny Dulys-Petit       | Divers droite               | 3 117        | 11,73        |             |             |  |
|                | Marcellin Nadeau        | Divers écologiste (Modemas) | 2 871        | 10,80        |             |             |  |
|                | Félix Ismain            | diss. PPM                   | 1 407        | 5,29         |             |             |  |
|                | Christian Rapha         | Régionaliste (PRM)          | 728          | 2,74         |             |             |  |
|                | Frantz Lebon            | FSM                         | 577          | 2,17         |             |             |  |
|                | Olivier Jean-Marie      | Divers gauche               | 303          | 1,14         |             |             |  |
|                | Max Orville             | MoDem                       | 290          | 1,09         |             |             |  |
|                | Janine Maurice-Bellay   | EÉLV                        | 263          | 0,99         |             |             |  |
|                | Stéphanie de Gonneville | FN                          | 182          | 0,68         |             |             |  |
|                | Alex Duféal             | CO                          | 154          | 0,58         |             |             |  |
|                |                         |                             |              |              |             |             |  |
| Inscrits       | Inscrits                | Inscrits                    | 81 699       | 100,00       | 81 693      | 100,00      |  |
| Abstentions    | Abstentions             | Abstentions                 | 53 307       | 65,25        | 48 806      | 59,74       |  |
| Votants        | Votants                 | Votants                     | 28 392       | 34,75        | 32 887      | 40,26       |  |
| Blancs et nuls | Blancs et nuls          | Blancs et nuls              | 1 813        | 6,39         | 2 579       | 7,84        |  |
| Exprimés       | Exprimés                | Exprimés                    | 26 579       | 93,61        | 30 308      | 92,16       |  |

#### Troisième circonscription (Fort-de-France)
| Candidat       | Candidat                     | Parti               | Premier tour | Premier tour | Second tour | Second tour |  |
| Candidat       | Candidat                     | Parti               | Voix         | %            | Voix        | %           |  |
| -------------- | ---------------------------- | ------------------- | ------------ | ------------ | ----------- | ----------- |  |
|                | Serge Letchimy sortant réélu | PPM                 | 11 713       | 63,29        | 15 188      | 70,24       |  |
|                | Francis Carole               | Palima              | 3 580        | 19,34        | 6 434       | 29,76       |  |
|                | Miguel Laventure             | Divers droite (FMP) | 1 373        | 7,42         |             |             |  |
|                | Georges Virassamy            | UMP                 | 824          | 4,45         |             |             |  |
|                | Ghislaine Joachim-Arnaud     | CO                  | 653          | 3,53         |             |             |  |
|                | Lina Georget                 | FN                  | 211          | 1,14         |             |             |  |
|                | Thierry Lesel                | MoDem               | 145          | 0,78         |             |             |  |
|                | Richard Jean-Marie           | Divers              | 8            | 0,04         |             |             |  |
|                | Marie-Jeanne Jeanville       | diss. PPM           | 0            | 0            |             |             |  |
|                |                              |                     |              |              |             |             |  |
| Inscrits       | Inscrits                     | Inscrits            | 65 814       | 100,00       | 66 117      | 100,00      |  |
| Abstentions    | Abstentions                  | Abstentions         | 45 627       | 69,33        | 42 927      | 64,93       |  |
| Votants        | Votants                      | Votants             | 20 187       | 30,67        | 23 190      | 35,07       |  |
| Blancs et nuls | Blancs et nuls               | Blancs et nuls      | 1 680        | 8,32         | 1 568       | 6,76        |  |
| Exprimés       | Exprimés                     | Exprimés            | 18 507       | 91,68        | 21 622      | 93,24       |  |

#### Quatrième circonscription (Le Marin)
| Candidat       | Candidat                | Parti               | Premier tour | Premier tour | Second tour | Second tour |  |
| Candidat       | Candidat                | Parti               | Voix         | %            | Voix        | %           |  |
| -------------- | ----------------------- | ------------------- | ------------ | ------------ | ----------- | ----------- |  |
|                | Jean-Philippe Nilor élu | MIM                 | 10 358       | 39,80        | 20 204      | 69,41       |  |
|                | Arnaud René-Corail      | PPM                 | 3 301        | 12,68        | 8 904       | 30,59       |  |
|                | Raymond Occolier        | FSM                 | 3 124        | 12,00        |             |             |  |
|                | André Lesueur           | Divers droite (FMP) | 3 078        | 11,83        |             |             |  |
|                | Eugène Larcher          | RDM                 | 1 696        | 6,52         |             |             |  |
|                | Fred Tirault            | UMP                 | 1 559        | 5,99         |             |             |  |
|                | Charles-André Mencé     | Divers gauche       | 1 254        | 4,82         |             |             |  |
|                | Philippe Petit          | Divers gauche       | 462          | 1,78         |             |             |  |
|                | Jean-Claude Filin       | Divers gauche       | 360          | 1,38         |             |             |  |
|                | Jean-François Beaunol   | Divers droite       | 357          | 1,37         |             |             |  |
|                | Catherine Besso         | FN                  | 254          | 0,98         |             |             |  |
|                | Gabriel Jean-Marie      | CO                  | 184          | 0,71         |             |             |  |
|                | Max Lambert             | Divers              | 36           | 0,14         |             |             |  |
|                |                         |                     |              |              |             |             |  |
| Inscrits       | Inscrits                | Inscrits            | 79 004       | 100,00       | 78 998      | 100,00      |  |
| Abstentions    | Abstentions             | Abstentions         | 51 723       | 65,47        | 47 962      | 60,71       |  |
| Votants        | Votants                 | Votants             | 27 281       | 34,53        | 31 036      | 39,29       |  |
| Blancs et nuls | Blancs et nuls          | Blancs et nuls      | 1 258        | 4,61         | 1 928       | 6,21        |  |
| Exprimés       | Exprimés                | Exprimés            | 26 023       | 95,39        | 29 108      | 93,79       |  |